# Barbus motebensis
Barbus motebensis је зракоперка из реда Cypriniformes и фамилије Cyprinidae. 

## Угроженост
Ова врста се сматра рањивом у погледу угрожености врсте од изумирања.

## Распрострањење
Врста је присутна у Јужноафричкој Републици. Присуство у Боцвани је непотврђено.

## Станиште
Станиште врсте су слатководна подручја. 